# Victor Noir
Victor Noir (27. červenec 1848 Autigny-la-Tour – 11. leden 1870 Paříž), vlastním jménem Yvan Salmon, byl francouzský novinář a socialista. Znám je hlavně kvůli okolnostem své smrti, jelikož byl zastřelen v duelu synovcem Napoleona Bonaparteho Pierrem Napoléonem Bonapartem.

## Život
Narodil se jako syn mlynáře (později hodináře) Josepha Jacquese Salmona a Joséphine Élisabeth Noirové. Jeho starší bratr Louis byl bojovníkem v krymské válce a šéfredaktorem novin Le Peuple.
Victor se sám roku 1867 stal šéfredaktorem, konkrétně novin La Gazette de Java, který byly psány v jávánštině a jež o rok později vyměnil za týdeník Le Pilori.

## Smrt

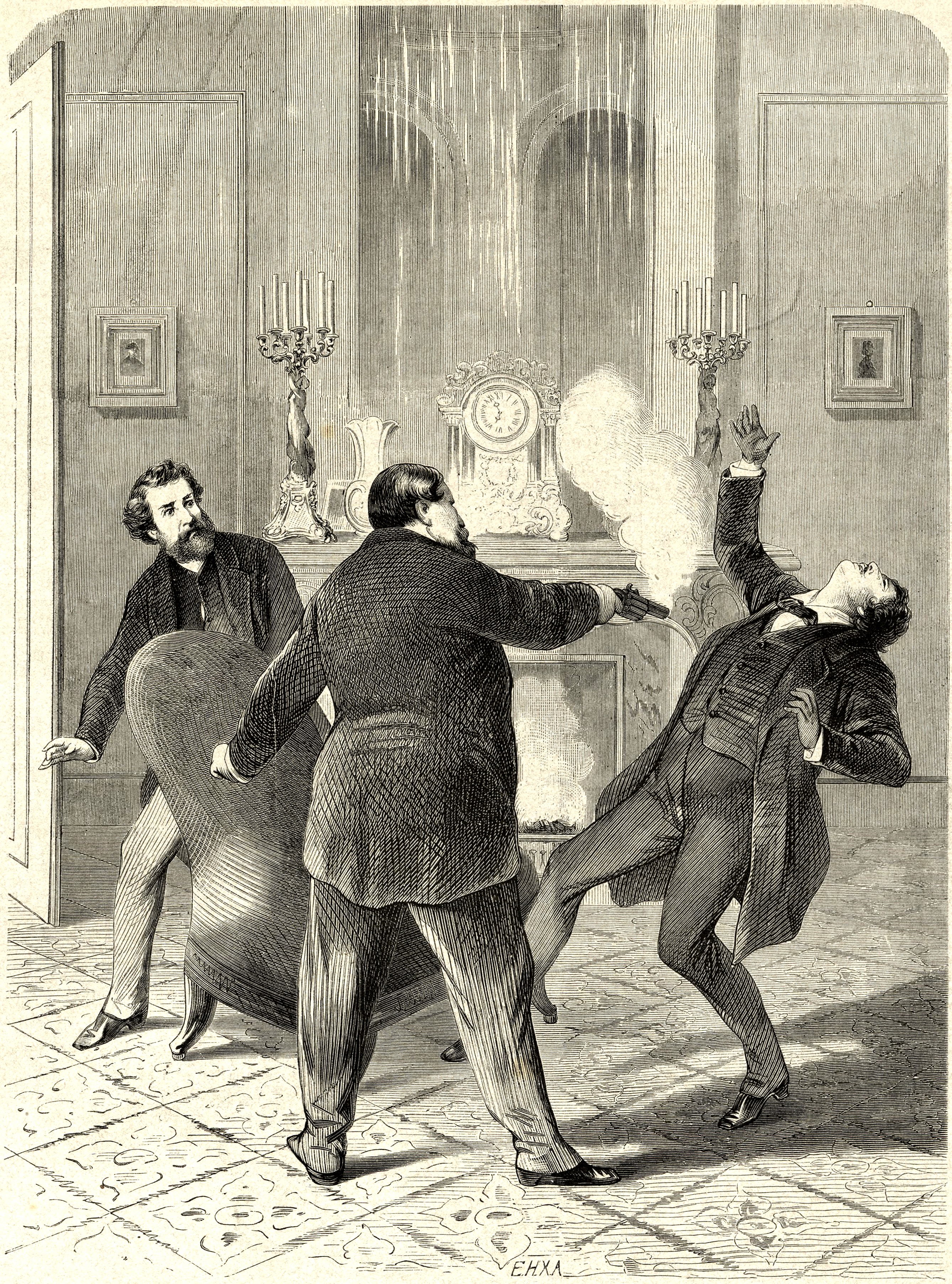

Ke konci roku 1869 vyšel v bastijském časopise La Revanche článek, urážející Napoleonovu památku. Přes skandální výroky v článku se nedokázal přenést jeho synovec Pierre Napoléon Bonaparte a to i přesto, že se zcela stáhl z politického života. Sepsal velmi expresivní odpověď, uveřejněnou v listu L’Avenir de la Corse. Do střetu se vmísil rovněž pařížský list La Marseillaise, vedený Henrim Rochefortem, známým kritikem císařství. Pierre Bonaparte nakonec Henriho vyzval na souboj.
O plánovaném duelu se dozvěděl Paschal Grousset, další korsický vlastenec, a vyslal do princova bytu své dva sekundanty, kterými byli Ulric de Fonvielle a Victora Noir. Sám čekal před domem v kočáře. Princ však ve stejnou dobu očekával opoždivší se sekundanty od Rocheforta. Příchod Fonvielleho a Noira ho zaskočil. Posměšně se jich vyptával, zda doopravdy souzní s lidmi kolem Rocheforta. Výměna názorů přerostla v otevřenou potyčku, při níž princ vytáhl nabitý revolver, šestkrát vystřelil a smrtelně zranil Noira. Osudná mu byla však pouze jediná z kulek, která ho zasáhla do hrudi. Stihl ještě seběhnout schody do přízemí, kde se v podloubí zhroutil. Podle úmrtního listu zemřel ve 14 hodin v domě čp. 27 (dnes čp. 42) na pařížské ulici d’Auteui, kde dříve sídlila lékárna.
Pohřeb se konal následujícího dne v Neuilly-sur-Seine a zúčastnil se ho dav s téměř 200 tisíci lidmi, kteří této příležitosti využili k veřejné kritice tehdejšího politického zřízení. Tato událost podnítila zintentivnění aktivit protibonapartistické hnutí a předznamenala pád Druhého císařství.

## Hrob
Roku 1891 došlo k přemístění jeho hrobu na pařížský hřbitov Père-Lachaise (oddělení 92). Náhrobek je dílem Julese Daloua stal se symbolem fertility. Ženy, které nemohou počít dítě, sahají do oblasti třísel bronzové sochy či na ni dokonce usedají, což jim má pomoci s otěhotněním.
Roku 2004 byl prostor hrobu dokonce obehnán plotem, jenž měl zamezit dalšímu poškozování náhrobku. Plot byl však po krátké době deinstalován.

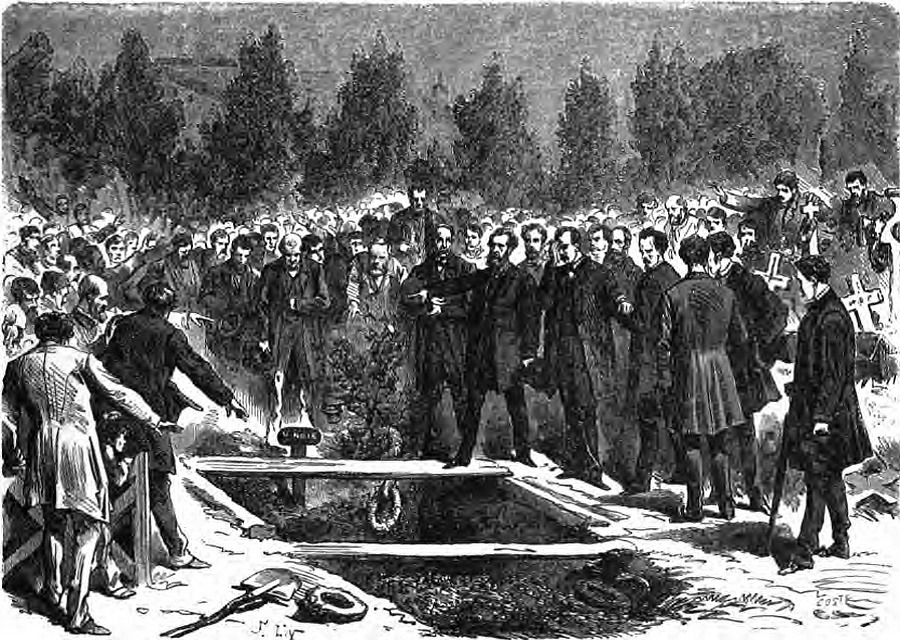
Smuteční průvod v Neuilly-sur-Seine
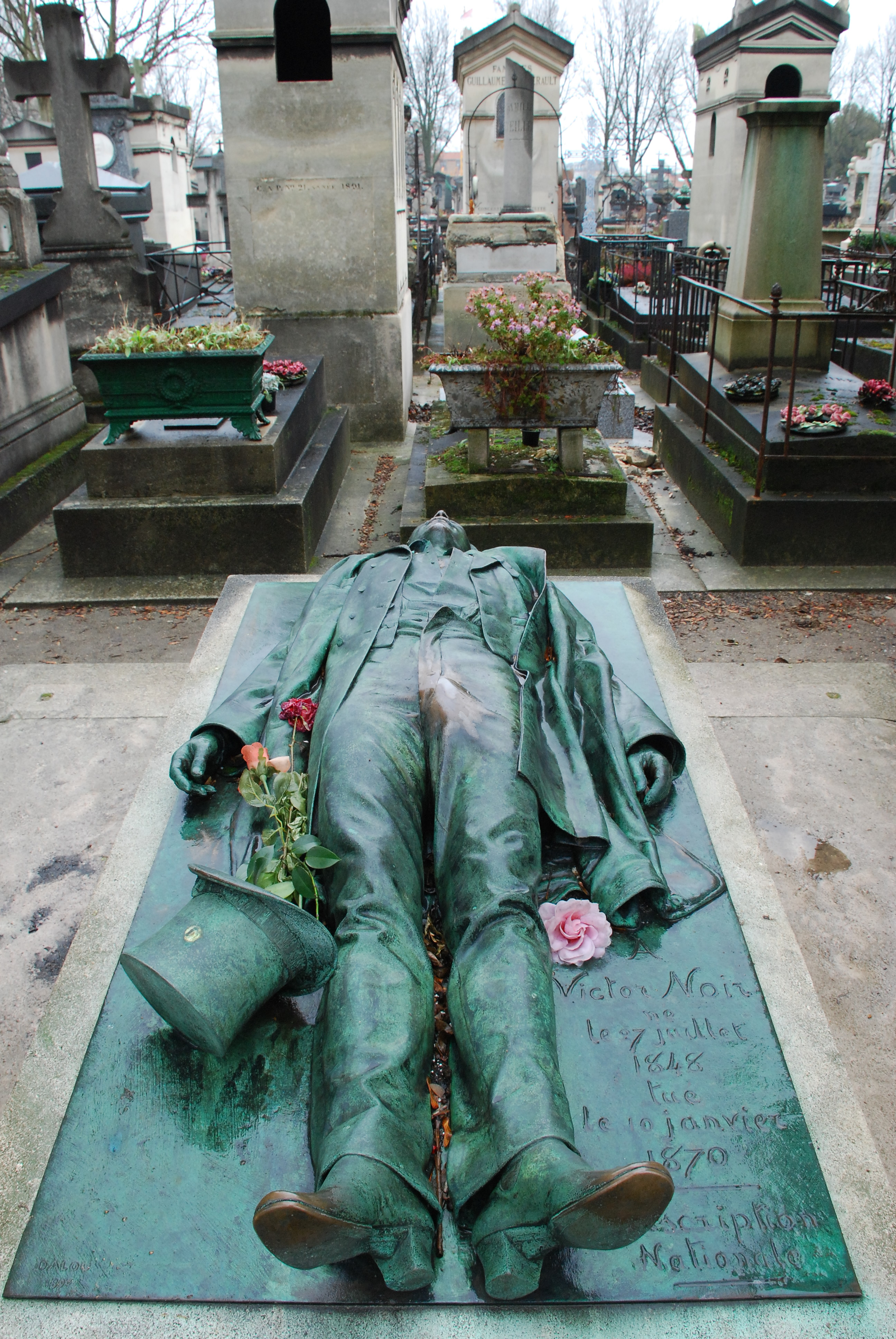
Celkový pohled na hrob
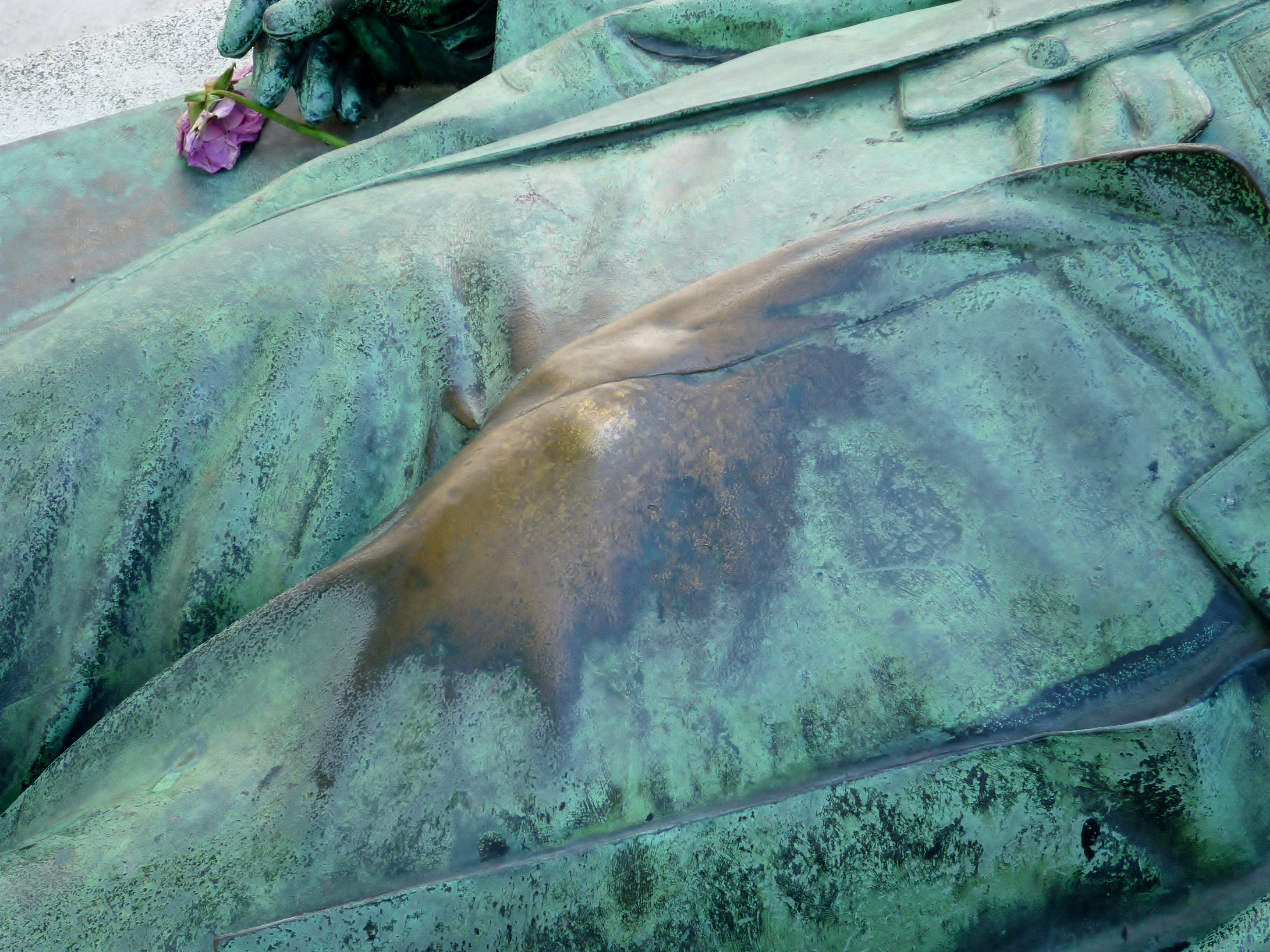
Detail korodující části náhrobku, vystavovanou častým dotykům žen

## Recepce
Roku 1997 vydal Adrian Matthews detektivní příběh The Hat of Victor Noir, inspirovaný dobovým kontextem.